# Kevin Reynolds
Kevin Hal Reynolds (n. 17 ianuarie 1952, Waco, Texas, SUA) este un regizor și scenarist american.

## Filmografie

### Filme regizate
- Fandango (1985)
- Antitanc  (1988)
- Robin Hood, printul hoților (1991)
- Rapa Nui (1994)
- Lumea apelor (1995)
- Cod „Crimă” (1997)
- Contele de Monte Cristo (2002)
- Tristan & Isolde (2006)
- Misterul înălțării (2016)